# پراچان (قزوین)
پراچان (قزوین)، روستایی کوهستانی و سردسیر از توابع الموت غربی شهرستان قزوین در استان قزوین ایران است که در فاصله ۷۳ کیلومتری با شهر قزوین قرار دارد. زبان این روستا تاتی و گویش الموتی می‌باشد. عمده محصولات این روستا فندق ، گردو و گیلاس است ، این روستا از غرب با هیر و لطر ، از شرق با سفید آب ، از جنوب با یوج ، دورچاک و سنبل آباد و از شمال با اشکور استان گیلان و مازندران همسایه است. بلند ترین قله این روستا سفیدلان ( به زبان تاتی = اِسپی‌لَت) نام دارد که ۲۸۵۰ متر از سطح دریا فاصله دارد. طبق برخی آثار مانند سنگ قبر های موجود ۸۰۰ ساله ، وجود درختانی با عمر بیش از ۳۵۰ سال ، حمام قدیمی محل با قدمتی حدود ۴۰۰ سال و وجود آثار باستانی این روستا در موزه قزوین (که در موزه قزوین قدمت این آثار را برای ۳۵۰۰ سال پیش از میلاد مسیح یاد کرده است)  این روستا دست کم ۵۵۰۰ سال قدمت دارد. همچنین امامزاده محمدابراهیم (ع) از فرزندان امام موسی کاظم (ع) در این روستا قرار دارد. از آیین ها و جشن‌های پراچان می‌توان به مراسم شیلان‌‌کشی (که در اردیبهشت و در بالای روستا در کنار درخت کاج قدیمی روستا برگزار می‌شود) و جشن فندق‌چین (که در اوخر مرداد برگزار می‌شود) اشاره کرد. لازم به ذکر است که طراحی این روستا با صورت پلکانی مانند ماسوله و... می‌باشد. اکثر فامیلی های این روستا شامل نوروزی ، آقاجانی ، رجبی ، قربانی و زارعی می‌باشد. 
همچنین محمدامین نوروزی دارنده ۲ مدال طلا و ۱ مدال برنز مسابقات بین المللی تکواندو هانمادانگ و مصطفی آقاجانی قهرمان کشتی آسیا و نایب قهرمان کشتی جهان اصالتا اهل این روستا می‌باشند.

## جمعیت
این روستا در دهستان رودبار محمد زمانی قرار دارد و براساس سرشماری مرکز آمار ایران در سال ۱۳۸۵، جمعیت آن ۹۵ نفر (۳۱خانوار) بوده‌است. دین این روستا اسلام و شیعه می‌باشد. زبان مردم روستا تاتی است.